# Piramide di Ferrein
In anatomia, la piramide di Ferrein è il nome con cui vengono indicate le sezioni separate dai raggi midollari che dipartono dal vertice della piramide del Malpighi e si addentrano nella zona  paracorticale del rene. 
È chiamata così in onore dell'anatomista francese Antoine Ferrein.
Comprende le parti terminali dei tubuli collettori e sezioni dei vasi terminali. Non ha di per sé valore prognostico anatomo-patologico rilevante, per cui non viene prelevata nelle biopsie renali. La zona più corticale è quella più soggetta a necrosi in caso di ischemia.